# Лукоу
Луко́у (кит. упр. 渌口, пиньинь Lùkǒu) — район городского подчинения городского округа Чжучжоу провинции Хунань (КНР).

## История
На момент провозглашения КНР эти места входили в состав уезда Сянтань. В 1949 году был образован Специальный район Чанша (长沙专区), состоящий из 8 уездов, власти которого разместились в уезде Сянтань. В 1950 году в составе уезда Сянтань был образован посёлок Чжучжоу, а в 1951 году он был выделен из уезда Сянтань в отдельный город Чжучжоу (株洲市), подчинённый властям Специального района Чанша. В 1952 году Специальный район Чанша был переименован в Специальный район Сянтань (湘潭专区). В 1953 году Чжучжоу был выведен из состава Специального района Сянтань, став городом провинциального подчинения.
В 1965 году из города Чжучжоу был выделен уезд Чжучжоу (株洲县), подчинённый городским властям. 
Постановлением Госсовета КНР от 8 февраля 1983 года был расформирован округ Сянтань, а ранее входившие в его состав уезды Лилин, Юсянь, Чалин и Линсянь были объединены с административными единицами города Чжучжоу в городской округ Чжучжоу.
В 1997 году часть земель уезда была выделена в состав нового района Тяньюань.
В 2018 году уезд Чжучжоу был расформирован, а на его территории был образован район городского подчинения Лукоу.

## Административное деление
Район делится на 4 посёлка и 10 волостей.